# Władysław Starewicz

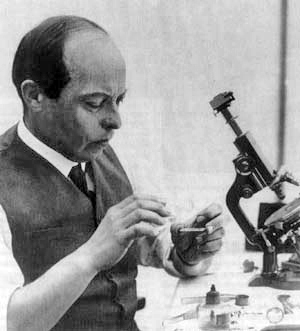
Władysław Starewicz aan het werk ca. 1910

Władysław Starewicz (Russisch: Владислав Александрович Старевич, Vladislav Aleksandrovitsj Starevitsj) (Moskou, 8 augustus 1882 - Fontenay-sous-Bois, 26 februari 1965) was een Pools-Russisch maker van animatiefilms.
Hij viel op doordat hij dode insecten als acteurs liet optreden. Doordat men begin 20e eeuw nog weinig kaas had gegeten van trucage deed het verhaal de ronde dat hij insecten had gedresseerd.
- Bibsys: 1632996805764
- Biblioteca Nacional de España: XX1169475
- Bibliothèque nationale de France: cb140443459 (data)
- Catàleg d'autoritats de noms i títols de Catalunya: 981058511528106706
- Gemeinsame Normdatei: 118964186
- International Standard Name Identifier: 0000 0000 6050 9862
- Library of Congress Control Number: n92009240
- Nationale Bibliotheek van Letland: 000252840
- Nationale Bibliotheek van Tsjechië: zcu2010506970
- Nationale Bibliotheek van Israël: 987007440097205171
- Nederlandse Thesaurus van Auteursnamen: 125167350
- PIC: 17322
- Réseau des bibliothèques de Suisse occidentale: 02-A000155278
- RKD-Nederlands Instituut voor Kunstgeschiedenis: 375273
- Système universitaire de documentation: 074697404
- Virtual International Authority File: 46962401
- WorldCat: E39PBJkHpJRQ3D4MFmdJdBQ6rq